# Schloss Langenbruck

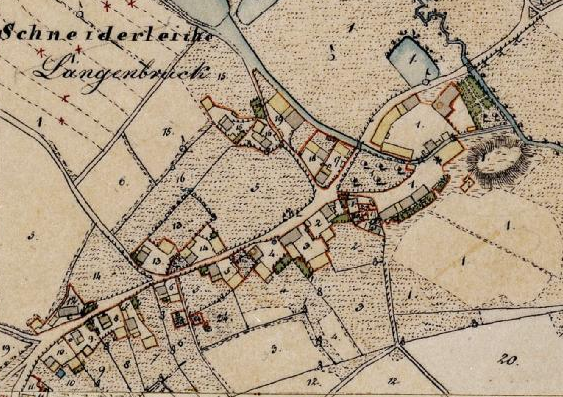
Lage des abgegangenen Schlosses Langenbruck, Haus Nr. 1

Das Schloss Langenbruck ist ein abgegangenes Schloss in Langenbruck, heute ein Ortsteil der Oberpfälzer Stadt Vilseck im Landkreis Amberg-Sulzbach von Bayern. Langenbruck liegt ca. 5 km nördlich von Vilseck, es gehörte zu den Orten, die zugunsten des Truppenübungsplatzes Grafenwöhr abgesiedelt wurden. Heute befinden sich in dem Bereich des früheren Dorfes die Rose Barracks, der Standort des Zweiten Kavallerieregiments der Vereinigten Staaten von Amerika.

## Geschichte
Das Anwesen geht ursprünglich auf einen Eisenhammer zurück, der urkundlich erstmals 1402 im Zusammenhang mit dem Hammerwerk Hellziechen erwähnt wird. Damals belehnte der Bamberger Bischof Albrecht den Vilsecker Bürger Heinrich Kratzer mit dem Hammer Langenbruck und auch dem Hammer Hellziechen. Der Hammer wurde vom Wasser der Frankenohe, einem Nebenfluss der Vils, der bei Gressenwöhr in die Vils einmündet, betrieben. 1460 erscheint auf dem Hammer Michel Katzer, nach dem der Hammer den Namen „Zum Katzer“ oder „Katzenhammer“ erhielt. Um 1770 wurde das Hammerwerk durch die Familie Ertl modernisiert. Durch Heirat kam das Gut in den Besitz derer von Mann, die es durch drei Generationen leiteten. Der Langenbrucker Hochofen und Hammer wurde 1861 eingestellt und 1870 abgebrochen.
Die zweite Frau Adolf von Manns verkaufte nach dessen Tode 1887 das Gut an Franz Feustl, der es 1891 wiederum an seinen Bruder Christian veräußerte. 1913 war Fritz Persch der hiesige Gutsbesitzer, ab 1916 Walter Dietel und ab 1918 Günther Wulffen. Letzter Eigentümer
von Gut Langenbruck war ab 1925 bis zur Ablösung 1937 für den Truppenübungsplatz Dr. Hans Winn. Das Gut wurde danach bis zum Kriegsende von der Heeresstandortverwaltung weitergeführt. Ende 1948 mussten das Dorf und Gut Langenbruck auf Anordnung der US-Streitkräfte geräumt werden und das Gutsgebäude wurde anschließend abgerissen.

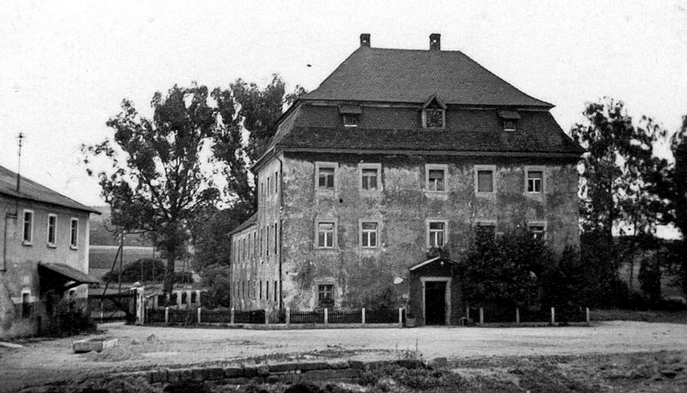
Abgegangenes Schloss Langenbruck bei Vilseck

## Baulichkeit
Das im 18. Jahrhundert errichtete Schloss war zweigeschossig und mit einem doppelten Walmdach versehen. Es besaß an der Breitseite fünf Fensterachsen, angebaut war ein eingeschossiger Längstrakt mit fünf zusätzlichen Fensterachsen und drei Fensterachsen des Schlossgebäudes.